# Geza Gallos
Geza Gallos (* 7. September 1948 in Neufeld an der Leitha; † 3. November 2013) war ein österreichischer Fußballspieler.

## Spielerkarriere
Gallos absolvierte von 1971 bis 1974 sechs Länderspiele für Österreich.
Seine Karriere begann beim ASV Neufeld, der damals in der burgenländischen Landesliga spielte, im Juli 1968 wechselte er zum SC Eisenstadt in die österreichische Nationalliga. Seine Glanzzeit erlebte er bei Rekordmeister Rapid Wien. Er absolvierte in der höchsten Spielklasse Österreichs 450 Ligaspiele und erzielte dabei 104 Tore.
Seit 2015 veranstaltet der ASV Neufeld jährlich das internationale Geza-Gallos-Nachwuchs-Gedenkturnier.

## Erfolge
Titel
- 1 × österreichischer Cupsieger mit SK Rapid Wien (1972)

Auszeichnungen
- 1 × Fußballer des Jahres in Österreich (1972)